# ليندا جاي بيرد
ليندا جاي بيرد (بالإنجليزية: Linda J. Bird)‏ هي ضابطة أمريكية، ولدت في 2 فبراير 1951 في أوبورن في الولايات المتحدة.